# لخامجاوین دخلی
لخامجاوین دخلی (زاده ۲۰ اوت ۱۹۳۷) یک تیرانداز ورزشی اهل مغولستان است. او در رشته تفنگ ٣٠٠ متر در بازی های المپیک تابستانی ١٩۶۴ شرکت کرد.
او در المپیک ١٩۶۴ (توکیو) شرکت کرد. سپس در تیراندازی با تفنگ آزاد در سه موقعیت در مسافت ٣٠٠ متر اجرا کرد که در جایگاه بیست و چهارم (از ٣٠ تیرانداز) قرار گرفت.